# سيفون (نبات)
السيفون (باللاتينية: Diplachne) جنس نباتي يتبع الفصيلة النجيلية. يضم 14 نوعًا مقبولا وخمسين أخرى لم يتم حسم أمرها بعد. تنتشر كثير من أنواع السيفون في الوطن العربي.

## من أنواعهاالواطنةفي الوطن العربي
1. السيفون الأغبس (باللاتينية: Diplachne fusca) في بلاد الشام ومصر والجزيرة العربية
2. السيفون الفستوكي (باللاتينية: Diplachne festuciformis) في المغرب العربي